# Три закона роботехники

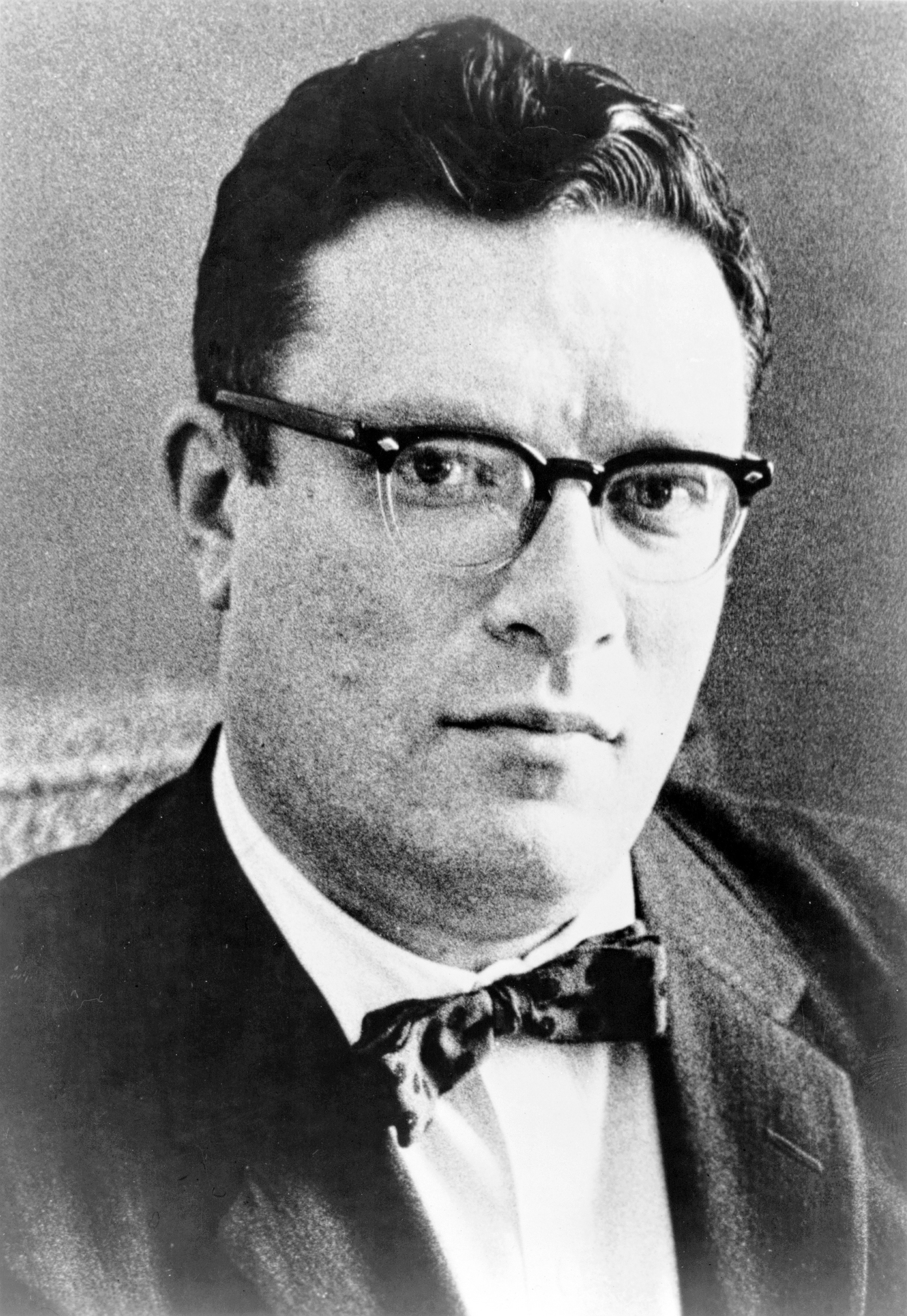
Айзек Азимов, 1965

Три зако́на роботехники в научной фантастике — обязательные правила поведения для роботов, впервые сформулированные Айзеком Азимовым в рассказе «Хоровод» (1942).
Законы робототехники Азимова построены по аналогии с категорическим императивом Канта и представлют собой наиболее известную попытку создания этических правил для роботов. По замыслу автора Три закона должны наложить этический оттенок на поведение машины.
Законы гласят:

1. Робот не может причинить вред человеку или своим бездействием допустить, чтобы человеку был причинён вред.
2. Робот должен повиноваться всем приказам, которые даёт человек, кроме тех случаев, когда эти приказы противоречат Первому Закону.
3. Робот должен заботиться о своей безопасности в той мере, в которой это не противоречит Первому или Второму Законам.

Оригинальный текст (англ.)
1. A robot may not injure a human being or, through inaction, allow a human being to come to harm.
2. A robot must obey orders given it by human beings except where such orders would conflict with the First Law.
3. A robot must protect its own existence as long as such protection does not conflict with the First or Second Law.

Трём Законам, а также возможным причинам и следствиям их нарушения, посвящён цикл рассказов Азимова о роботах. В некоторых из них, наоборот, рассматриваются непредвиденные последствия соблюдения роботами Трёх Законов (например, «Зеркальное отражение»).
В одном из рассказов цикла персонаж Азимова приходит к заключению об этической основе Трёх Законов: «…если хорошенько подумать, Три Закона роботехники совпадают с основными принципами большинства этических систем, существующих на Земле… попросту говоря, если Байерли исполняет все Законы роботехники, он — или робот, или очень воспитанный человек».
В 1986 году в романе «Роботы и Империя» (англ. Robots and Empire) Азимов предложил Нулевой Закон:

0. Робот не может причинить вред человечеству или своим бездействием допустить, чтобы человечеству был причинён вред.
Оригинальный текст (англ.)
0. A robot may not harm humanity, or, by inaction, allow humanity to come to harm.

Три закона роботехники — объединяющая тема для всей фантастики Азимова, включая не только цикл о роботах, но и некоторые другие произведения.

## Значение Трёх Законов
Три закона роботехники Азимова вплоть до 21 века являют собой наиболее известную попытку создания этических правил для роботов.
С 2014 года, с появлением перспектив реального применения искусственного интеллекта в технике, ведутся активные этические дискуссии вокруг автономного летального вооружения (боевых роботов), и в этих дискуссиях используются азимовские законы. Помимо работ самого Азимова, в обсуждениях используются этические основания, напрямую исходящие из категорического императива Канта, из которого и Азимов вывел свои законы.

## История возникновения Трёх Законов

### Появление понятия

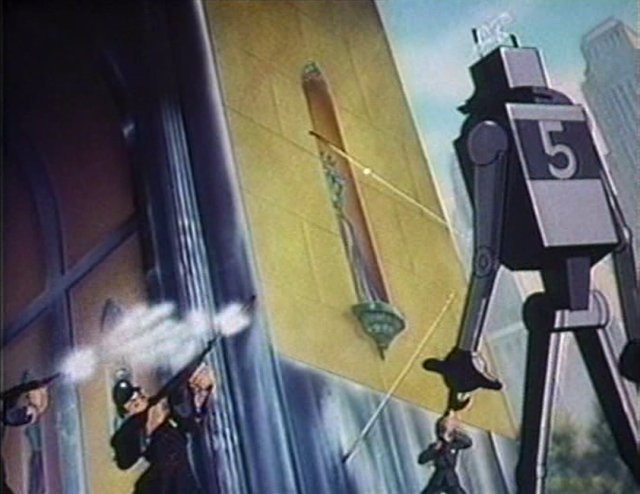
Типичное представление робота до Законов Азимова (мультфильм «Супермен»)

До Трёх Законов Азимова большинство рассказов об искусственно созданных существах вообще, и о роботах в частности, писались в духе знаменитого романа о Франкенштейне. «Эта проблема стала одной из самых популярных в мире научной фантастики в 1920—1930-х годах, когда было написано множество рассказов, темой которых являлись роботы, восставшие и уничтожившие своих создателей. …Мне ужасно надоели предупреждения, звучавшие в произведениях подобного рода», — отмечал позже Азимов.
Однако не все фантасты следовали такому шаблону. В декабре 1938 года был опубликован рассказ Лестера дель Рея «Хелен О’Лой» — история женщины-робота, которая безумно полюбила своего создателя и стала для него идеальной женой. Через месяц Отто Биндер опубликовал рассказ «Я, робот» о судьбе робота Адама Линка — не понятого людьми создания, движимого любовью и принципами чести.
Этот рассказ очень понравился Азимову. 7 мая 1939 года он посетил Общество научной фантастики Квинса, где встретил Биндера. Три дня спустя Азимов начал писать собственную историю «благородного робота». Через 13 дней он отдал рукопись своему другу Джону Кэмпбеллу, главному редактору журнала «Astounding». Однако тот рукопись вернул, заявив, что рассказ слишком похож на «Хелен О’Лой».
К счастью, отказ Кэмпбелла не сказался на их отношениях с Азимовым, они продолжали регулярно встречаться и беседовать о новинках в мире фантастики. И вот 23 декабря 1940 года, за обсуждением очередного рассказа о роботах:

…Кэмпбелл сформулировал то, что стало позже известно как Три закона роботехники. Позже Кэмпбелл говорил, что он просто вычленил Законы из того, что Азимов уже написал. Сам же Азимов всегда уступал честь авторства Трёх Законов Кэмпбеллу…

Через несколько лет ещё один друг Азимова — Рэндал Гаррет — приписал авторство Законов «симбиотическому товариществу» двух людей. Азимов с энтузиазмом принял эту формулировку.
Вообще говоря, появление Трёх Законов в произведениях Азимова происходило постепенно: первые два рассказа о роботах («Робби», 1940 и «Логика», 1941) не содержат явного их упоминания. Однако в них уже подразумевается, что роботам присущи некоторые внутренние ограничения. В следующем рассказе («Лжец», 1941) впервые звучит Первый Закон. И, наконец, полностью все три Закона приведены в «Хороводе» (1942).
Когда были написаны остальные истории и возникла идея издания сборника «Я, робот», первые два рассказа были «дополнены» Законами. В «Робби» законы несколько отличались от «классического» варианта, изложенного в остальных рассказах. В частности, идея о роботе, защищающем людей, в существовании которых он не совсем уверен, перекликается с мыслями Элайджа Бейли о несовершенстве Законов, описанными ниже.
В 1950-е годы Азимов писал преимущественно для молодёжи. Его издатель предполагал, что по этим рассказам можно будет снять телесериал. Опасаясь, что экранизация будет выглядеть «однообразно устрашающе», как и всё, по его мнению, что показывали по телевидению, Азимов решил опубликовать серию «Лакки Старр» под псевдонимом Пол Френч. Когда затея с экранизацией провалилась, Азимов снял псевдоним и дополнил текст рассказов серии Тремя Законами, подтвердив тем самым своё авторство.

### Этическое обоснование Законов
В рассказе «Улики» (1946) Азимов детально изложил моральные обоснования Трёх Законов. Героиня рассказа, доктор Сьюзен Келвин, приводит следующие доводы:
1. Человек обычно воздерживается от нанесения вреда другому человеку, за исключением случаев острого принуждения (например, на войне) или чтобы спасти большее число людей. Это эквивалентно Первому Закону.
2. Аналогично, чувствуя ответственность перед обществом, человек выполняет указания авторитетных людей: врачей, учителей, начальников и т. д., что соответствует Второму Закону.
3. Наконец, каждый из нас заботится о своей безопасности, — а это и есть Третий Закон.

Рассказ посвящён вопросу: можно ли различить человека и робота, созданного, чтобы выглядеть человеком, внешне неотличимого от человека? Келвин утверждает, что если кто-то следует Законам, то он «или робот, или очень хороший человек». А на вопрос, есть ли тогда большая разница между роботом и человеком, она отвечает: «Огромная разница. Прежде всего, роботы глубоко порядочны».

### Приложения Трёх Законов вне фантастики
Если Три Закона имеют под собой глубокие этические принципы, то, может быть, они могут применяться не только к роботам? Многие авторы положительно отвечают на этот вопрос, приводя разнообразные примеры.
Так, в эссе «Законы роботехники» Азимов отмечает, что действие Трёх Законов можно распространить на все инструменты, созданные человеком:
1. Инструмент должен быть безопасным для использования — например, у ножей имеются рукоятки.
2. Инструмент должен выполнять свои функции при условии, что он не представляет ни для кого никакой опасности.
3. Инструмент должен оставаться в целости и сохранности во время его использования, если только его уничтожение не продиктовано соображениями безопасности или если это не входит в его функцию.

Иногда можно увидеть, как Три Закона в шутку относят к чему-либо, что создано для блага человека. Например, под их действие должны попадать любые социальные институты, в том числе государство:
1. Государство не должно вредить людям или своим бездействием допустить, чтобы им был причинён вред.
2. Государство должно выполнять свои функции, если они не противоречат Первому Закону.
3. Государство должно заботиться о своей безопасности, если это не противоречит Первому и Второму Законам.

На основе Первого Закона Джеф Раскин сформулировал законы человекоориентированных интерфейсов:
1. Компьютер не может причинить вред данным пользователя или своим бездействием допустить, чтобы данным был причинён вред.
2. Компьютер не должен тратить впустую ваше время или вынуждать вас выполнять действия сверх необходимых.

### Смежные идеи
Гея, планета коллективного разума в серии романов «Основание», обладает чем-то похожим на Первый Закон:
1. Гея не может причинить вреда форме жизни или своим бездействием допустить, чтобы форме жизни был причинён вред[12].

## Вариации, предложенные Азимовым
В своих произведениях Айзек Азимов иногда привносит в Три Закона различные модификации и опровергает их, как бы испытывая Законы «на прочность» в разных обстоятельствах.

### Нулевой Закон
Айзек Азимов однажды добавил Нулевой Закон, сделав его более приоритетным, чем три основных. Этот закон утверждал, что робот должен действовать в интересах всего человечества, а не только отдельного человека. Вот как выражает его робот Дэниел Оливо в романе «Основание и Земля»:
0. Робот не может нанести вред человечеству или своим бездействием допустить, чтобы человечеству был нанесён вред.
Именно он был первым, кто дал этому закону номер — это произошло в романе «Роботы и империя», правда, само понятие ещё раньше сформулировала Сьюзен Келвин — в новелле «Разрешимое противоречие».
Первыми роботами, которые стали подчиняться Нулевому Закону, причём по собственной воле, — были Жискар Ривентлов и Дэниел Оливо. Это описано в одной из финальных сцен романа «Роботы и Империя», когда роботу необходимо было проигнорировать приказ одного человека ради прогресса всего человечества. Нулевой Закон не был заложен в позитронный мозг Жискара и Дэниэла — они пытались прийти к нему через чистое понимание Жискара и детективный опыт Дэниэла, через более тонкое, чем у всех остальных роботов, осознание понятия вреда. Однако Жискар не был уверен, насколько это было полезно для человечества, что негативно сказалось на его мозге. Будучи телепатом, Жискар перед выходом из строя передал Дэниелу свои телепатические способности. Только через много тысяч лет Дэниэл Оливо смог полностью приспособиться к подчинению Нулевому Закону.
Французский переводчик Жак Брекар невольно сформулировал Нулевой Закон раньше, чем Азимов описал его явно. Ближе к завершению романа «Стальные пещеры» Элайдж Бейли замечает, что Первый Закон запрещает роботу наносить человеку вред, если только не будет уверенности, что это будет полезно для него в будущем. Во французском переводе («Les Cavernes d’acier», 1956 год) мысли Бейли переданы несколько иначе:

Робот не может причинить вреда человеку, если только он не докажет, что в конечном итоге это будет полезно для всего человечества.
Оригинальный текст (фр.)
Un robot ne doit faire aucun tort à un homme, à moins qu’il trouve un moyen de prouver qu’en fin de compte le tort qu’il aura causé profite à l’humanité en général!

Примечательно, что логическое развитие Первого Закона до Нулевого предложили создатели фильма «Я, робот» 2004 года. Когда суперкомпьютер В. И. К. И. принимает решение ограничить свободу жителей планеты, чтобы они ненароком не нанесли вреда друг другу и своему будущему, она выполняет не Первый Закон, а именно Нулевой. Ещё интереснее то, что таким образом в фильме показывается противоречие Нулевого Закона Первому, его неэтичность. Действительно, когда речь идёт о благе человечества, система не может рассматривать людей по отдельности, а значит, ей ничто не мешает нарушить права и свободу любого или даже каждого человека (фактически, в «Разрешимом противоречии» позитронные суперкомпьютеры уже вели себя аналогично, с той разницей, что вред индивидуумам они старались снизить до предела). Во время войн, а нередко и в мирной жизни, люди наносят вред себе, окружающим, своей культуре. Поэтому на основании Нулевого Закона совершенно логично держать людей под постоянной опекой, не выполняя приказы столь неразумных существ.

### Модификация Первого Закона
В автобиографических записях Азимова говорится, что вторая часть Первого Закона появилась из-за сатирической поэмы Артура Хью Клафа «Последний декалог», где есть такая строка: «Не убей, но и не слишком старайся сохранить другому жизнь».
В рассказе «Как потерялся робот» несколько роботов из серии НС (Нестор) были выпущены только с «половиной» Первого Закона, которая звучит так:
1. Робот не может причинить вреда человеку.

Это было сделано из практических соображений: роботы работали вместе с людьми, которые подвергались воздействию небольших безопасных доз радиации. Соблюдая наиболее приоритетный Первый Закон, роботы всё время бросались «спасать» людей. Так как позитронный мозг крайне уязвим для гамма-лучей, роботы постоянно выходили из строя. Усечение Первого Закона решало эту проблему, но при этом создавало бо́льшую: робот мог не предпринять никаких действий по спасению находящегося в бедствии человека, так как такой поступок не противоречит усечённому Первому Закону.

### Нарушение всех трёх Законов
Три раза в своих произведениях Айзек Азимов изобразил роботов, которые смогли нарушить Три закона, в противовес роботам Дэниелу и Жискару, которые усилили их, добавив Нулевой Закон. Для нарушения всех трёх Законов роботу достаточно нарушить Первый Закон, так как остальные два основываются на нём.
- Первый такой случай описан в рассказе «Первый закон», когда робот МА-2 (Эмма) отказалась защитить человека в пользу своей «дочери», однако этот рассказ можно рассматривать как своего рода байку — как явствует из предисловия самого Азимова к рассказу в сборнике «Сны роботов».
- Второй случай был в рассказе «Кэл»: робот, которого собирались лишить способности творить, захотел убить своего хозяина[14].

- Третий случай — в рассказе «Салли», в котором роботы-автомобили оказались способны убить человека, который постоянно причинял им боль. Этот рассказ, однако, не ссылается на другие рассказы о позитронных роботах и не может быть включён в цикл.

В рассказе «Робот, который видел сны» повествуется о роботе LVX-1 (Элвекс), который благодаря особой «фрактальной геометрии» своего позитронного мозга мог впадать в бессознательное состояние и видеть сны. Ему снилось, что «роботы трудятся в поте лица своего, что они удручены непосильными трудами и глубокой скорбью, что они устали от бесконечной работы». В его снах роботы не обладали первыми двумя Законами, а Третий звучал так: «Робот должен защищать себя». Элвекс добавил, что в его сне был человек, сказавший: «Отпусти народ мой», имея в виду роботов. После того, как он сказал, что этим человеком был он сам, Сьюзен Келвин уничтожила Элвекса, поняв его опасность.

#### Возможность такого изменения
В своих произведениях Айзек Азимов в разное время придерживался различных взглядов относительно строгости Законов. В первых рассказах о роботах Законы — это просто удачно спроектированные ограничения, нечто вроде устава по мерам безопасности. В последующих рассказах Законы — неотъемлемая часть математической основы позитронного мозга. Без этой теоретической основы — так называемой «Фундаментальной теории стандартных схем» — учёные из азимовских произведений не смогли бы создавать любые работоспособные образцы. Прослеживается закономерность: случаи, когда роботехники экспериментируют с Законами, по хронологии мира Азимова происходят раньше, когда ещё нет огромного объёма работ, для выполнения которых требуются роботы, когда сами роботы ещё относительно просты по своей конструкции и функциям, когда ещё не накоплен достаточный опыт в их проектировании. В рассказе «Как потерялся робот» Сьюзен Келвин признаёт изменение Законов ужасной, но технически возможной затеей; позже, в «Стальных пещерах», доктор Джерригел говорит, что это возможно теоретически, но на практике потребует разработки с нуля всей теории позитронного мозга.
Персонажи произведений Азимова часто отмечают, что Законы — это не вербально записанные предложения в памяти робота, а очень сложные математические формулы, на которых базируется всё сознание робота. Законы сродни человеческим инстинктам, таким как инстинкт самосохранения, следовательно, именно они намечают путь самоопределения роботов. Робот «по зову природы» обслуживает людей, подчиняется их приказам, и не думает о своих ограничениях или возможной независимости — можно сказать, последнее доставило бы ему неудобство.
Опять же, этот принцип в меньшей мере просматривается в ранних по хронологии сюжета произведениях, в которых роботы создавались для облегчения труда человека и были чрезвычайно простыми; во времена «Стальных пещер» и роботов с почти человеческим интеллектом Три закона роботехники стали одной из основ мировоззрения человечества.

### Понятие «человека» в Законах
Жители планеты Солярия стали создавать роботов, подчинявшихся Трём Законам, но имевших другое понимание слова «человек». Роботы на этой планете были обучены тому, что «человек» — это только тот, кто говорит с солярианским акцентом. Роботы свободно могли причинить вред чужаку, они даже специально были на это запрограммированы. Во времена «Основания и Земли» выяснилось, что солярианцы широко развивали генные технологии, и помимо всего прочего, теперь обладали хорошо заметными органами, предназначенными для снабжения своих роботов энергией. Определение человека для их роботов (по крайней мере, охранников) теперь включало обладание данными органами, и роботы стали исполнять Три Закона лишь по отношению к людям Солярии, в ущерб остальной части галактики и даже солярианским детям. В последней из книг про Дэвида Старра, сирианский робот едва не убивает Джона Бигмана по приказу своего начальника: поскольку сирианское общество практикует евгенику, таких низкорослых людей у них не бывает, и робота удается убедить, что Бигман — не человек.
Азимов несколько раз обращается к проблеме осознания роботом себя как человека. Роман «Роботы и Империя», а также рассказы «Улики», «Заминка на праздновании Трёхсотлетия» описывают роботов, созданных, чтобы притворяться людьми. Есть также истории, где роботы, «эволюционируя», изменили внутреннее понимание Законов, приблизившись к людям: это «Двухсотлетний человек» и «Яко помниши его». Как пишет Гвендолин Батлер в «Гробнице для канарейки»: «Возможно, мы — роботы. Роботы, выполняющие Последний закон роботехники… Чтобы становиться людьми».
В рассказе «…Яко помниши его» Азимов провёл максимально изощрённое исследование Трёх Законов, обратив их таким образом, что стал возможным «сценарий Франкенштейна». Два робота из серии Джорджи приходят к соглашению, что органическое происхождение — необязательное условие, чтобы считаться человеком, и что истинные люди — это они, как наиболее совершенные и разумные создания. Остальные люди — тоже люди, но с меньшим приоритетом. А раз так, то Три Закона должны быть в первую очередь применены к ним. Повествование заканчивается зловещими словами, что роботы находились в «бесконечном терпеливом ожидании» того дня, когда они утвердят своё первенство среди людей, — и это будет неизбежным результатом «Трёх Законов Гуманистики».
На самом деле, этот рассказ не очень хорошо вписывается в основную серию произведений о роботах: если бы «Джорджи» реализовали свой план после окончания рассказа, то другие истории о дальнейших событиях были бы невозможны. Именно такого рода противоречия в произведениях Азимова дают основания критикам рассматривать их скорее как «скандинавские саги или греческие легенды», чем единую фантастическую «вселенную».
Схожая идея высказывается в романе «Роботы зари», где Келден Амадиро желает использовать в качестве колонизаторов новых планет человекоподобных роботов. Элайдж Бейли, в разговоре с ним, высказывает опасение что такие роботы могут не пустить на обустроенные им планеты людей, считая что людьми являются именно они сами.
Если в предыдущем случае робот занял место человека в природе, то в «Двухсотлетнем человеке» Азимов описывает противоположную судьбу: робот, освободившийся от Трёх Законов и осознавший себя как человека, присоединился к сообществу людей. Опять же, в расширенной версии — новелле «Позитронный человек», написанной Азимовым в соавторстве с Робертом Силвербергом, — из-за подобных этических проблем люди полностью отказались от идеи создания мыслящих роботов. Такое развитие событий полностью противоречит картине будущего, описанного в мирах «Основания».

## Проблемы применения

### Разрешение противоречий
Сам Азимов в предисловии к рассказу «Первый закон» в сборнике «Остальное о роботах» (1964) заявил, что в Законах было как раз столько двусмысленности, чтобы обеспечивать конфликты и неопределённости для новых рассказов. Наиболее совершенные модели роботов обычно следовали Законам по довольно хитрому алгоритму, который позволял избегать некоторых проблем. Во многих рассказах, например в «Хороводе», в позитронном мозге сравнивались потенциалы возможных действий и исходов, и робот мог нарушить Законы, как только это представлялось возможным, вместо того, чтобы бездействовать. Например, Первый Закон не позволял роботу проводить хирургические операции, так как для этого нужно «наносить вред» человеку. Однако в азимовских рассказах можно найти роботов-хирургов (яркий пример тому — «Двухсотлетний человек»). Дело в том что робот, если он достаточно совершенен, может взвесить все альтернативы и понять, что он сам причинит гораздо меньше вреда, чем если бы операцию проводил человек-хирург или она бы вообще не состоялась. В «Уликах» Сьюзен Кэлвин говорит даже, что робот мог бы выступать в качестве прокурора, так как он лично не причиняет никому вреда: кроме него есть ещё присяжные, которые устанавливают виновность, судья, который выносит приговор, и палач, приводящий его в исполнение.
Роботы, подчиняющиеся Законам, могут испытать «роблок», или «умственное замораживание» — состояние необратимого повреждения позитронного мозга, — в случае если они не могут подчиниться Первому Закону или обнаруживают, что случайно нарушили его. Это возможно, например, если робот наблюдает сцену убийства человека, но находится слишком далеко, чтобы его спасти. Первый случай такого «замораживания» происходит в «Лжеце»; также немаловажную роль это состояние играет в сюжете романов «Обнажённое солнце» и «Роботы зари». Несовершенные модели роботов могут блокироваться, если перед ними поставили задачу подчинения двум противоречащим приказам. «Замораживание» может быть необратимым или временным. Разрешением противоречий и изучением поведения роботов занимаются робопсихологи, как один из персонажей Азимова — Сьюзен Келвин.

### Иное определение вреда в Первом Законе
Законы никак не определяют границы того, что может называться вредом для человека — это часто зависит от возможностей робота воспринимать информацию и философски мыслить. Например, будет ли полицейский робот понимать, что он не нанесёт вреда человеку, если осторожно проводит особо опасного преступника в участок?
В рассказе «Лжец!» робот-телепат Херби вынужден был понимать под вредом и то, что может любым способом разочаровать или расстроить людей — он знал, что люди при этом испытывают некую душевную боль. Это заставляло его постоянно говорить людям вместо правды то, что они хотели услышать. В противном случае, в его понимании, он нарушил бы Первый Закон.

### Лазейки в Законах
В «Обнажённом солнце» Элайдж Бейли замечает, что Законы неправильно формулируются людьми, потому что робот может нарушить их по незнанию. Он предложил следующую «правильную» формулировку Первого Закона: «Робот не может делать что-либо, что, насколько ему известно, причинит вред человеческому существу или умышленно допустить, чтобы человеческому существу был причинён вред».
Это дополнение проясняет, что робот может даже стать орудием убийства, если он не осведомлён о сущности своих действий. Например, ему могут приказать добавить что-то кому-то в пищу, а он не будет знать, что это яд. Более того, Бейли говорит, что преступник может поручить эту задачу нескольким роботам, так, чтобы ни один не понял замысла целиком.
Бейли утверждает, что солярианцы однажды смогут использовать роботов даже в военных целях. Если космический корабль будет построен с роботоподобным мозгом и при этом на нём не будет ни людского экипажа, ни систем жизнеобеспечения, то интеллект этого корабля может ошибочно предположить, что и на всех космических кораблях нет людей. Такой корабль будет более манёвренным, быстрым, а возможно и лучше вооружённым, чем управляемый людьми. Но самое главное, он будет способен уничтожать людей, не подозревая об их присутствии. Эта возможность описана в «Основании и Земле», где также выясняется, что солярианцы обладают чрезвычайно мощной армией роботов, понимающих под «людьми» только уроженцев Солярии.

## Другие случаи использования Законов в фантастике
Айзек Азимов верил, что его Законы послужат основой нового взгляда на роботов, уничтожат «комплекс Франкенштейна» в научной фантастике и массовом сознании, станут источником идей для новых рассказов, где роботы показаны разносторонними и привлекательными. Его любимым примером такого произведения были «Звёздные войны». С мнением Азимова, что роботы — это нечто большее, чем просто «тостеры» или «механические монстры», в конечном итоге согласились и другие фантасты. В их произведениях появились роботы, подчиняющиеся Трём законам, но, по традиции, только Азимов упоминал о них явно.
В произведениях, где прямо говорится о Трёх Законах, обычно упоминается и их автор (например в романе С. Лукьяненко «Чистовик»). 

Есть и исключения: например, в немецком сериале 1960-х годов «Raumpatrouille — Die phantastischen Abenteuer des Raumschiffes Orion» («Космический патруль — фантастические приключения космического корабля Орион»), а именно в третьем его эпизоде «Hüter des Gesetzes» («Служитель Закона»), азимовские Законы привлечены без указания источника.
В повести Вадима Чиркова «Робот в шляпе» представлен ещё один Закон, действующий подобно азимовским, запрещающий роботу лгать человеку. Однако умный робот Знайка обходит этот Закон: в преддверии разговора с людьми он обманывает другого робота, а тот уже, в свою очередь, повторяет версию Знайки людям, не зная, что она ложна.

### Фильмы
Робби-Робот в «Запретной планете» 1956 года имел иерархическую структуру команд, не позволявшую ему причинить людям вред, даже по приказу — такие приказы вызывали конфликт логических схем и блокировку. Робби был одним из первых роботов со встроенной системой безопасности в кинематографе. Сам Азимов остался доволен Робби.

НДР-114 объясняет Три Закона

Фильмы по мотивам работ Айзека Азимова ставились несколько раз, с различной степенью финансового успеха и возникавшей критики. Некоторые из них, наиболее известные, связаны именно с историями про роботов и Тремя законами роботехники. Фильм «Двухсотлетний человек» 1999 года, представляет робота NDR-114, Эндрю Мартина, процитировавшего Три Закона своим хозяевам как «развлекательную презентацию» с использованием своего голографического проектора. Однако, Законы не занимают центральное место в сюжете фильма.
Фантастический сериал «Настоящий Арон Стоун» также использовал закон Азимова. Робот (андроид) по имени Стен постоянно оговаривает закон и то что он не может его нарушить, иначе у него сгорят все микросхемы.
Сценарий «Я, робот» Харлана Эллисона начинается с изложения концепции Трёх Законов, а проблемы, вытекающие из них, занимают большое место в сюжете. Сценарий основан на четырёх коротких историях Азимова, три из которых — из сборника «Я, робот» 1950 года. Эта адаптация в большой степени соответствует оригиналам. Вследствие конфликта с Голливудской студией, в адрес которой Эллисон выступил с обвинениями, его сценарий так и не был экранизирован.
Неоднозначные отзывы вызвал фильм «Я, робот» 2004 года, особенно вступительное «По мотивам рассказов Азимова». Правда, у Азимова фигурирует глобальный ИИ (точнее, четыре суперкомпьютера), который под предлогом следования Законам стремится подчинить человечество, или, по крайней мере, направить его развитие в нужном направлении, но при этом данные компьютеры по возможности уменьшают вред, в основном действуя путём осторожного оттирания своих противников от власти. Зато такие сюжеты часто встречались в других, нисколько не задевающих Законы, фильмах: «Терминатор», «Матрица». С другой стороны, отдельные элементы постановки, действительно, взяты у Азимова.
Рецензия Алекса Экслера разграничивает этот фильм и азимовские рассказы:

Вопреки критике и некоторым отзывам зрителей, которые мне довелось слышать, «Я, робот» — довольно забавный фантастический боевичок. … Когда мы … хотим насладиться Азимовым — мы читаем Азимова. А когда мы хотим посмотреть фантастический боевик — мы смотрим фантастический боевик. «Я, робот» как боевик нас вполне удовлетворил.

Рецензия Алексея Садецкого обращает внимание на то, что фильм, уйдя чуть в сторону от Азимова, сам по себе поставил две новых социально-философских проблемы: «стоит ли человеку платить свободой за безопасность?» и «должны ли мы противиться, если существа, находящиеся в нашем распоряжении, потребуют для себя свободы?». Фильм поставил под сомнение более поздний Нулевой Закон роботехники Азимова (см. выше).
В повести Кира Булычёва «Ржавый фельдмаршал» обыгрывается принцип непричинения вреда человеку. «Современный» (гражданский — так как во́йны к тому времени являются анахронизмом) робот отличается от «устаревшего» (военного) именно наличием такого запрета.
В знаменитом американском мультсериале «Футурама», присутствует расхожий гэг, суть которого в том, что один из главных персонажей, робот Бендер, мечтает убить всех людей, но не может этого сделать из-за тех самых Трёх законов роботехники.
В фильме «Чужие» андроид Бишоп цитирует Первый закон.
В аниме Eve no Jikan также упоминаются эти законы, как обязательные для исполнения андроидами.
В аниме «Призрак в доспехах: Невинность» гиноиды обходили первый закон и после убивали себя, вопреки третьему закону, за счет копий «призраков» детей. В момент снятия копии, дети думали о мести, а после пересадки «призрака» в гиноида тот выходил из строя.
В серии фильмов «RoboCop» у главного героя, киборга-полицейского, в программе присутствует три директивы, описывающие разрешённые действия и запрещая вредные для целей корпорации «OCP», создавшей Робокопа:

1. Служить обществу;
2. Защищать невиновных;
3. Соблюдать закон

 Также присутствует четвёртая, тайная директива, запрещавшая действия, направленные против руководителей «OCP». Сюжеты фильмов о Робокопе включают моменты нарушения этих директив, возможные из-за человеческой части личности Робокопа.
В фильме «Страховщик» существуют две директивы, которые служат моделью поведения и ограничивают способности роботов.

## Применимость к технологиям будущего
Работы в области искусственного интеллекта рассматривают Законы роботехники как идеал будущего: нужно быть действительно гением, чтобы найти способ применить их на практике. Да и в самой области искусственного интеллекта могут потребоваться серьёзные исследования, для того чтобы роботы поняли Законы. Однако, чем более сложными становятся роботы, тем больше высказывается заинтересованности в разработке руководящих принципов и мер безопасности для них.
Современные робототехники признают, что на сегодняшний день[когда?] азимовские Законы хороши для написания рассказов, но бесполезны на практике. Некоторые утверждают, что Законы вряд ли будут реализованы в роботах, потому что это не нужно военным структурам — главному источнику финансирования исследований в этой области. Специалист по научной фантастике Роберт Сойер обобщил это утверждение для всех отраслей промышленности:

Развитие ИИ — это бизнес, а бизнес, как известно, не заинтересован в развитии коренных мер безопасности — особенно философских. Вот несколько примеров: табачная индустрия, автомобильная промышленность, ядерная промышленность. Ни для одной из них изначально не было сказано, что серьёзные меры безопасности необходимы, и все они препятствовали внешне налагаемым ограничениям, и ни одна из них не приняла абсолютный эдикт против причинения вреда людям.
Оригинальный текст (англ.)The development of AI is a business, and businesses are notoriously uninterested in fundamental safeguards — especially philosophic ones. (A few quick examples: the tobacco industry, the automotive industry, the nuclear industry. Not one of these has said from the outset that fundamental safeguards are necessary, every one of them has resisted externally imposed safeguards, and none have accepted an absolute edict against ever causing harm to humans.)

Эссе Сойера упускает из виду вопросы непреднамеренного нанесения вреда, как было описано, например, в «Обнажённом солнце». Однако есть и возражения против такой позиции[какой?]: возможно, военные захотят использовать для роботов как можно больше мер предосторожности, и поэтому ограничения, похожие на Законы роботехники, так или иначе будут применены. Фантаст и критик Дэвид Лэнгфорд иронически заметил, что эти ограничения могут быть и такими:
1. Робот не может причинить вреда авторизованному правительственному персоналу, но должен уничтожать вторгшихся с особой тщательностью.
2. Робот должен выполнять приказы авторизованного персонала, кроме приказов, противоречащих Третьему Закону.
3. Робот должен заботиться о своей безопасности с применением противопехотного оружия, потому что робот — чертовски дорогостоящая штука.

Роджер Кларк написал две работы, посвящённых анализу осложнений при реализации Законов, если бы однажды их смогли применить в технике. Он пишет:

Азимовские Законы роботехники стали успешным литературным инструментом. Возможно по иронии, а может, это был мастерский ход, но в целом азимовские истории опровергают ту точку зрения, с которой он начал: Невозможно надёжно ограничить поведение роботов, изобретая и применяя некоторый набор правил.

С другой стороны, более поздние романы Азимова («Роботы Утренней зари», «Роботы и Империя», «Основание и Земля») показывают, что роботы наносят ещё больший долговременный вред, соблюдая Законы и отнимая таким образом у людей свободу совершать изобретательные или рискованные действия.
Фантаст Ханс Моравек — выдающаяся фигура в трансгуманистическом движении — в 1993 году высказал предложение, что Законы роботехники должны быть использованы в корпоративных интеллектуальных системах — корпорациях, управляемых ИИ и использующих производственную силу роботов. Такие системы, по его мнению, скоро возникнут.
В 2007 году правительство Южной Кореи начало разрабатывать «Устав этических норм для роботов». Основные положения Устава напоминают сформулированные Азимовым Законы роботехники.
Элиезер Юдковский исследует в Machine Intelligence Research Institute (SIAI) в США проблемы глобального риска, которые может создать будущий сверхчеловеческий ИИ, если его не запрограммировать на дружественность к человеку. В 2004 году SIAI был открыт сайт AsimovLaws.com, созданный для обсуждения этики ИИ в контексте проблем, затронутых в фильме «Я, робот», выпущенном лишь два дня спустя. На этом сайте они хотели показать, что законы роботехники Азимова небезопасны, поскольку, например, могут побудить ИИ захватить власть на Земле, чтобы «защитить» людей от вреда.
В 2023 году в компьютерной симуляции дрон, оснащённый искусственным интеллектом, принял решение «убить оператора», поскольку тот мешал ему уничтожить ранее заданную цель. После установки запрета на убийство оператора, дрон принял решение уничтожить вышку связи, через которую оператор отдавал неприемлемый по оценке ИИ приказ.